# Sjukamp för damer vid olympiska sommarspelen 1996
Sjukamp för damer vid olympiska sommarspelen 1996 i Atlanta avgjordes den 27-28 juli. 

## Medaljörer
| Gren    | Guld                  | Guld        | Silver                           | Silver      | Brons                         | Brons       |
| Sjukamp | Ghada Shouaa · Syrien | 6 780 poäng | Natalia Sazanovitj · Vitryssland | 6 563 poäng | Denise Lewis · Storbritannien | 6 489 poäng |

## Slutlig poängställning
| Placering | Final                       | Poäng |
| --------- | --------------------------- | ----- |
|           | Ghada Shouaa (SYR)          | 6.780 |
|           | Natalja Sazanovitj (BLR)    | 6.563 |
|           | Denise Lewis (GBR)          | 6.489 |
| 4.        | Urszula Włodarczyk (POL)    | 6.484 |
| 5.        | Eunice Barber (SLE)         | 6.342 |
| 6.        | Rita Ináncsi (HUN)          | 6.336 |
| 7.        | Sabine Braun (GER)          | 6.317 |
| 8.        | Kelly Blair (USA)           | 6.307 |
| 9.        | Sharon Hanson (USA)         | 6.292 |
| 10.       | Remigija Nazarovienė (LTU)  | 6.254 |
| 11.       | Mona Steigauf (GER)         | 6.246 |
| —         | Regla Cardenas (CUB)        | 6.246 |
| 13.       | Peggy Beer (GER)            | 6.234 |
| 14.       | Svetlana Moskalets (RUS)    | 6.118 |
| 15.       | Magalys García (CUB)        | 6.109 |
| 16.       | Diane Guthrie-Gresham (JAM) | 6.087 |
| 17.       | Jelena Lebedenko (RUS)      | 6.082 |
| 18.       | Svetlana Kazanina (KAZ)     | 6.002 |
| 19.       | Irina Tjuchaj (RUS)         | 5.903 |
| 20.       | Jane Jamieson (AUS)         | 5.897 |
| 21.       | Tiia Hautala (FIN)          | 5.887 |
| 22.       | Liliana Nastase (ROU)       | 5.847 |
| 23.       | Patricia Nadler (SUI)       | 5.803 |
| 24.       | Inma Clopes (ESP)           | 5.602 |
| 25.       | Catherine Bond-Mills (CAN)  | 5.235 |